# Hypolite Taremae
Hypolite Taremae (ur. 4 kwietnia 1968) – salomoński polityk.

## Życiorys
Kształcił się w Solomon Islands College of Higher Education (SICHE). Przed zaangażowaniem się w politykę pracował jako nauczyciel. 4 sierpnia 2010 dostał się do Parlamentu Narodowego z okręgu wyborczego Central Makira. Uzyskał 1360 głosów. 27 sierpnia 2010 objął funkcję ministra jedności narodowej, pojednania i pokoju w rządzie Danny’ego Philipa. Stanowisko zachował w powołanym w listopadzie 2011 gabinecie Gordona Darcy Lilo.